# 崎頂一、二號隧道
24°43′38″N 120°52′33″E / 24.727196°N 120.875738°E
崎頂一、二號隧道是兩座位於臺灣苗栗縣竹南鎮崎頂車站附近的縱貫線鐵路隧道，興建於1928年，北側崎頂一號，南側崎頂二號，並於1978年在本隧道西側的電氣化新線通車後停用。

## 歷史
1899年8月，臺灣總督府鐵道部進行新竹以南鐵路路線測量；1900年4月，新竹經香山到到中港（今竹南）路段的鐵路建築工事開始；1902年8月完工通車，全長約19公里。該段路線南下過香山站後向東彎入尖筆山區再繞往竹南，因此開鑿一座長約146.5公尺的「尖筆山隧道」。
該段路線因坡度較陡（最大坡度千分之16.7）、最小曲率半徑300公尺，不利行車，臺灣總督府交通局鐵道部遂於1926年（昭和元年）起進行「尖筆山附近改良線」工事，將路線改線行經靠海側的崎頂，並開鑿雙線淨空的崎頂一號、二號隧道，以及在崎頂二號隧道南端設置崎頂信號場（崎頂號誌站）負責交會列車管制。新路線於1928年3月12日通車（初期鋪設單線），於1929 年（昭和四年）拆除尖筆山舊路線，成為當地民眾往來道路，並於後來成為今台13線道路的一部分（該路段名為公義路），尖筆山隧道則於1977年道路拓寬時遭拆除。
而在新線完工通車的前一年度（1927年），鐵道部也開始進行台北＝竹南間的「縱貫鐵道複線其他工事」（即雙軌工程），其中香山＝崎頂段雙線於1931年2月23日通車、崎頂＝竹南段雙線於同年3月1日通車，而原崎頂信號場（崎頂號誌站）則在同年10月1日改為「崎頂驛」，並增建一座木造站房。
1945年前後，盟軍空襲頻率增加，該二隧道成為當地民眾躲避空襲重要地點，一號隧道南端有留下當時的彈孔痕跡。
1970年代，鐵路電氣化工程開始，相關當局因該二隧道淨空不足加上其路線曲率半徑偏小，決定將路線遷至其西側。1978年1月，基隆與竹南之間鐵路路線電氣化工程完工通車，兩座隧道從此停用，並於洞口裝上鐵製柵門；1990年前後曾有來自大陸地區的偷渡客從崎頂上岸並至隧道內躲藏。
隧道完工初期離海岸線不遠，但因中港溪泥沙長年於其出海口附近沉積，隧道今距海岸線已有數百公尺之遠。

## 構造設計
該二隧道為兩座連續的雙線鐵路隧道，內襯上半部採紅磚襯砌結構，下半部則以水泥磚砌築而成。
該二隧道建築面積2454平方公尺；其中，一號隧道全長130.78公尺、二號隧道全長67.48公尺，寬度皆近8公尺。 

## 現況
2005年6月24日，該二隧道經苗栗縣政府公告登錄為苗栗縣歷史建築。其後，苗栗縣竹南鎮公所將隧道及其周邊環境整理成為崎頂隧道文化公園，於其北側入口處重新鋪設鐵軌及候車亭等象徵性建物，並於一、二號隧道間涵洞橋設有造型木橋。

## 周邊
- 崎頂車站
- 崎頂海水浴場